# Boeing MQ-25 Stingray
Boeing MQ-25 Stingray – prototypowy, zbudowany w ramach projektu Carrier-Based Aerial-Refueling System (CBARS) amerykański, pokładowy, bezzałogowy aparat latający przeznaczony do wypełniania zadań tankowca powietrznego. 30 sierpnia 2018 roku, US Navy poinformowała, iż zwycięzcą konkursu został Boeing. Wstępne plany zakładają osiągnięcie gotowości operacyjnej w 2024 roku.

## Historia

### Geneza

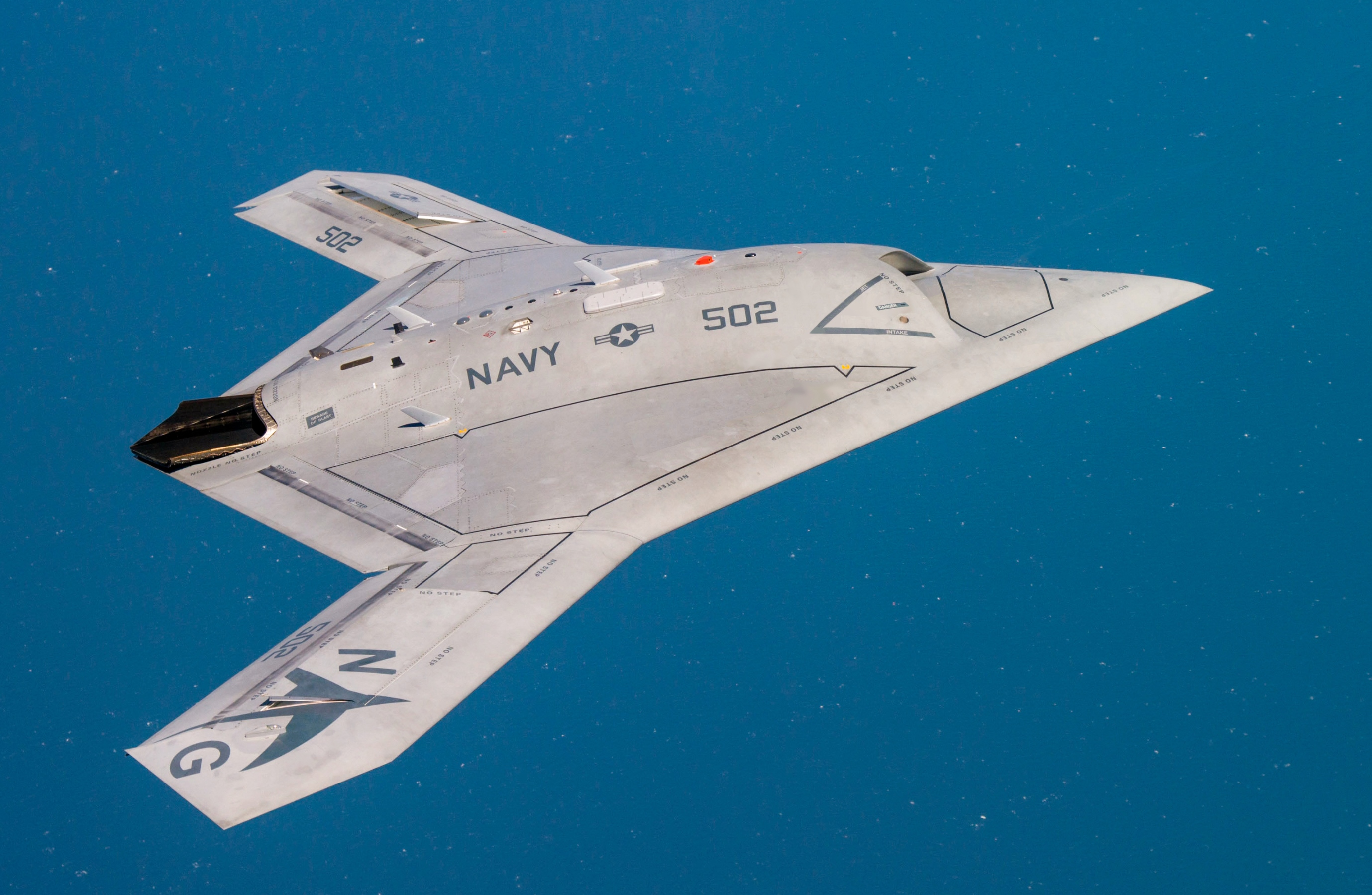
X-47B

W drugiej połowie lat 90. XX wieku United States Air Force oraz United States Navy rozpoczęły pod auspicjami DARPA (Defense Advanced Research Projects Agency – Agencja Zaawansowanych Projektów Badawczych Obrony) program budowy bezpilotowych, bojowych aparatów latających o cechach utrudnionej wykrywalności. Program sił powietrznych otrzymał nazwę UCAV (Unmanned Combat Aerial Vehicle), a marynarki UCAV-N (Naval). Do projektu zgłosiły się dwie firmy: Boeing do UCAV ze swoim X-45 oraz Northrop Grumman do UCAV-N z X-47 Pegasus. Obydwa projekty charakteryzowały się niską wykrywalnością radiolokacyjną, z silnikami schowanymi głęboko w kadłubie i z wlotami powietrza wyprowadzonymi nad kadłub, obydwa typy wyposażone były również w komorę bombową. Z racji podobieństw pomiędzy obydwoma projektami, w 2003 roku zdecydowano się dokonać scalenia obydwu programów w jeden wspólny dla obydwu rodzajów sił zbrojnych pod nazwą J-UCAS (Joint Unmanned Combat Air System – wspólny bezpilotowy system lotniczy). Formalnie odbyło się to na wniosek podsekretarza ds. zakupu technologii i logistyki w Departamencie Obrony Stanów Zjednoczonych. Efektem prowadzonych prac nie było wprowadzenie na uzbrojenie nowych aparatów bezzałogowych. W marcu 2006 roku US Air Force wycofały się z programu J-UCAS, w związku z czym projekt X-45B/C przestał być dalej rozwijany. W takiej sytuacji marynarka również zakończyła swój udział w projekcie J-UCAS, kontynuując jednak swój autorski program, oznaczony jako UCAS-D (Unmanned Combat Air System – Demonstration). Miał on na celu budowę demonstratora bezzałogowego samolotu bojowego. Boeing zaproponował pokładową wersję X-45, oznaczoną jako X-45N, a Northrop Grumman maszynę oznaczoną jako X-47B. Ostatecznie do realizacji marynarka wybrał projekt X-47B, przyznając w sierpniu 2007 roku wart 635,8 miliona dolarów kontrakt na opracowanie i budowę dwóch prototypów.
Zbudowano dwa prototypy X-47B, pierwszy z nich oficjalnie zademonstrowano 16 grudnia 2008 roku w zakładach Northrop Grumman w Palmdale. Maszyna została oblatana 4 lutego 2011 roku a drugi prototyp 22 listopada tego samego roku. Obydwie maszyny z nawiązką spełniły pokładane w nich oczekiwania. X-47B, jako pierwszy bezzałogowy aparat wylądował całkowicie autonomicznie na pokładzie lotniskowca i z niego wystartował. Seria testów na morzu, udowodniła pełną kompatybilność maszyny z systemami obsługi samolotów pokładowych i możliwość prowadzenia wspólnych operacji startów, lądowań i lotów. X-47B, również jako pierwszy bezzałogowy aparat, 22 kwietnia 2015 roku, całkowicie autonomicznie pobrał paliwo w powietrzu. Samolotem podającym paliwo był należący do firmy Omega Boeing KC-707. Tym niemniej X-47B był jedynie demonstratorem technologii, mających zostać użytych w docelowym aparacie, pokładowym, bezzałogowym systemie rozpoznawczo-uderzeniowym (Unmanned Carrier-Launched Airborne Surveillance and Strike – UCLASS). Wybór platformy, na której oparto by realizację programu UCLASS miał się odbyć na zasadzie otwartego przetargu, a wyniki zebrane podczas realizacji projektu UCAS-D miały być dostępne dla wszystkich zainteresowanych wzięciem udziału w projekcie podmiotów.

### Unmanned Carrier-Launched Airborne Surveillance and Strike (UCLASS)

General Atomics Avenger

Na wstępnym etapie programu, zakładano, że maszyna powstała w ramach projektu UCLASS będzie zdolna do samodzielnego atakowania jednostek morskich i lądowych potencjalnego przeciwnika oraz przełamywania jego obrony powietrznej. Realizację tego typu zdań miała umożliwić między innymi konstrukcja samolotu, zapewniająca mu jak najmniejszą sygnaturę radiolokacyjną i termiczną. W lipcu 2011 roku, US Navy przyznała pierwsze fundusze na realizację wstępnych prac studialnych nad nowym, pokładowym aparatem bezzałogowym dla Boeinga, Lockheed Martina, Northrop Grummana i General Atomics Aeronautical Systems. Pod koniec 2012 roku ambitne plany uległy pierwszej modyfikacji. Joint Requirements Oversight Council (JROC) – połączony komitet nadzoru zapotrzebowań Pentagonu zlecił siłom morskim weryfikacje oczekiwań. Zadania uderzeniowe pozostawiono jako potencjalną opcję, a pierwszoplanową rolą nowego aparatu miały być zdania rozpoznawcze, patrolowe i śledzenie wykrytych celów. 10 czerwca 2013 roku US Navy wystosowała do producentów wstępną, nieoficjalną prośbę o nadsyłanie projektów (Request for Proposal) na opracowanie wstępnego projektu nowej, bezzałogowej maszyny (Preliminary Design Review). Od nowej maszyny oczekiwano zdolności do operowania w powietrzu przez 24 godziny na dobę w strefie działań lotniskowca, w promieniu 1100 km od macierzystej jednostki, lub wykonywania misji na odległość do 3700 km. Możliwość wykonywania startów i lądowań przy stanie morza 7 i falach o wysokości od 1,2 m do 9 metrów. A także wykonywania zadań zwiadu, śledzenia, namierzania i niszczenia wykrytych i zidentyfikowanych celów. Na tym etapie prac oczekiwano jeszcze zdolności do przenoszenia 454 kg uzbrojenia w kadłubowych lukach bombowych, a sama konstrukcja powinna charakteryzować się cechami niskiej wykrywalności radiolokacyjnej. Jednakże gestor nie przewidywał wykonywania misji bezpośrednio nad polem walki. Maszyna, co oczywiste, miała być w pełni kompatybilna ze wszystkimi systemami komunikacji lotniskowca. Dodatkowo po raz pierwszy pojawił się wymóg możliwości realizowania zadań latającej cysterny, zdolnej do zaopatrywania w paliwo innych maszyn. Wstępny plan przewidywał zakup ośmiu systemów, w skład każdego miały wchodzić cztery samoloty, po jednym systemie dla każdego ze skrzydeł lotniskowcowych (Carrier Air Wing). Do przetargu zgłosiło się czterech producentów: Lockheed Martin z projektem Sea Ghost bazującym na RQ-170 Sentinel, Northrop Grumman z projektem modernizacji X-47B, Boeing z wersją aparatu Phantom Ray i General Atomics Aeronautical Systems z morską wersją General Atomics Avenger – Sea Avenger. Zaskakująco, w skład zespołu pracującego nad maszyną General Atomics wchodzi należący do Boeinga Autonomous Systems Group. Nie koliduje to jednak z faktem, iż Boeing wystawia w konkursie samolot własnego projektu. Według Boeinga, obydwa programy są oddzielone od siebie wewnętrznymi procedurami, uniemożliwiającymi ich wzajemne przenikanie. 14 sierpnia 2013 roku wszystkie firmy, które się zgłosiły, otrzymały po 15 mln dolarów na wykonanie i przedstawienie wstępnych projektów. Dodatkowo zobowiązano Northrop Grummanna do przekazania pozostałym uczestnikom wyników prób X-47B.
Tymczasem pod koniec 2013 roku nad programem UCLASS zawisły czarne chmury. Poddano krytyce koncepcje zmniejszenia uderzeniowych możliwości nowego samolotu. Kontynuowanie prac nad bezzałogową maszyną typu Unmanned Combat Air System (UCAS), zdolną do wykonywania szerokiego spektrum działań ściśle bojowych, przełamywania obrony powietrznej, atakowania wrogich okrętów, mogłoby w przypadku wprowadzenia jej na pokłady amerykańskich lotniskowców, umożliwić amerykańskiemu lotnictwu pokładowemu dokonanie jakościowego skoku. Tym bardziej, że potencjalne przyszłe zagrożenia, z jakimi zmuszona będzie zmierzyć się US Navy, prawdopodobnie nie będą miały charakteru działań znanych z Iraku i Afganistanu, gdzie siły amerykańskie i ich koalicjantów niepodzielnie panowały w powietrzu. Wskazywano również na fakt, iż już obecnie marynarka nasycona jest środkami rozpoznawczymi. Do dyspozycji są załogowe Boeing P-8 Poseidon i Grumman E-2 Hawkeye oraz bezzałogowe Northrop Grumman MQ-4C Triton (mający możliwość ścisłej współpracy z P-8 a oficjalnie przyjęty do służby 1 czerwca 2018 roku) czy Northrop Grumman MQ-8C Fire Scout. Nie ma zatem sensu powielać już istniejących, kosztownych rozwiązań. Wśród zwolenników skierowania wysiłków marynarki w kierunku pozyskania rasowego samolotu typu UCAS znaleźli się między innymi sekretarz Sił Morskich Ray Mabus czy zastępca sekretarza obrony Robert O. Work. Podobne opinię wypowiadali przedstawiciele Kongresu Stanów Zjednoczonych i znaczących Think tanków. Wątpliwości budzi również współpraca MQ-25 z F-35C. Nowa maszyna marynarki dysponuje promieniem bojowym rzędu 670 mil morskich. W kontekście będących już na uzbrojeniu lub wchodzących na uzbrojenie przeciwokrętowych pocisków, np. chiński DF-21D lub rosyjski Ch-47M2 Kindżał, którego nosicielem jest MiG-31K, mających zasięg rzędu 1000 mil morskich i więcej, jest to zasięg niewystarczający do skutecznej obrony własnych okrętów, jak i zwalczania wrogich jednostek, nosicieli pocisków przeciwokrętowych. Zwiększenie zasięgu F-35C poprzez współpracę z MQ-25 jest jak najbardziej słuszne, jednak rezygnacja z wymogu trudnowykrywalności MQ-25, czyni go łatwym celem. Pozbawione możliwości pobrania paliwa w locie samoloty F-35, nie będą miały dostępu do wielu rejonów zainteresowania, bez obawy o odwetowe uderzenie potencjalnego przeciwnika. Amerykańska parlamentarna komisja obrony (House Armed Services Committee) poleciał US Navy opracowanie do 2019 roku raportu, przedstawiającego plany marynarki, mające na celu poprawę sytuacji. Wśród możliwych rozwiązań jakie zaleca komisja z własnej strony, jest opracowanie tankowca o cechach utrudnionej wykrywalności. Wielopoziomowa strategia wydłużania promienia działania samolotów marynarki z powodzeniem realizowana jest w przypadku samolotów Boeing F/A-18E/F Super Hornet. Pierwszym etapem była budowa i próby zastosowania konforemnych zbiorników paliwa. Tak zmodernizowany samolot został oblatany 5 sierpnia 2013 roku. Cały czas trwają prace nad jego docelową wersją. 14 lutego 2018 roku Naval Air Systems Command podpisało umowę z Boeingiem na opracowanie projektu, budowę, próby i integrację nowych zbiorników przeznaczonych dla Super Hornetów. Ich projekt i budowa jest częścią szerszego programu modernizacji Super Hornetów do standardu Block III. Wyniki testów przeprowadzonych w 2013 roku pozwoliły zwiększyć promień działania samolotu o 185,2 – 240,76 km, w zależności od konfiguracji. Włączenie kolejnego elementu systemu wydłużania promienia bojowego samolotu, którym ma być MQ-25, umożliwi wzrost tego parametru o kolejne 926 km. Tym samym, pozwoli samolotom atakowanie celów w odległości około 1852 km od lotniskowca. Dzięki temu, grupa bojowa lotniskowca nie będzie musiała wchodzić w zasięg rażenia np. chińskich DF-21D.
Kontrowersje nie zmieniły stanowiska US Navy, która pozostała przy swoich wymaganiach. Do zwolenników skupienia potencjału na maszynie typu UCLASS zaliczali się między innymi admirał James A. Winnefeld Jr., wiceprzewodniczący połączonych szefów sztabów i jednocześnie przewodniczący komitetu nadzoru zapotrzebowań oraz Sean Stackley, asystent sekretarza sił morskich ds. badań, rozwoju i zakupów. Jako jeden z głównych powodów wymienia się koszty. Po doświadczeniach ze spiralą wydatków, którą wygenerował program Joint Strike Fighter, marynarka ma powody do przypuszczania, że tak zaawansowany samolot bezzałogowy, jakim miałby być UCAS, spowodowałby podobny, stały wzrost kosztów, na który w tym momencie US Navy nie było stać. Dodatkowo służba bezzałogowych aparatów na lotniskowcach nadal jest w fazie badań i testów i daleko jej do wdrożenia. Zdecydowanie lepiej i taniej będzie zbierać doświadczenia z wykorzystania tego typu maszyn, dysponując tanimi modelami. Jednakże w połowie 2014 roku doszło do redefinicji stawianych przed samolotem zadań. Miała być to maszyna przede wszystkim przeznaczona do działań nad morzem i terenem nadbrzeżnym z pierwszoplanowym zadaniem rozpoznania, patrolowania, śledzenia, ale również z możliwością atakowania okrętów przeciwnika. Maszyna miała być zdolna do utrzymywania się w powietrzu przez około 15 godzin i przenoszenia w komorach bombowych ładunków typu Joint Direct Attack Munition, Laser Joint Direct Attack Munition, GBU-39 SDB.

### Carrier-Based Aerial-Refueling System (CBARS)

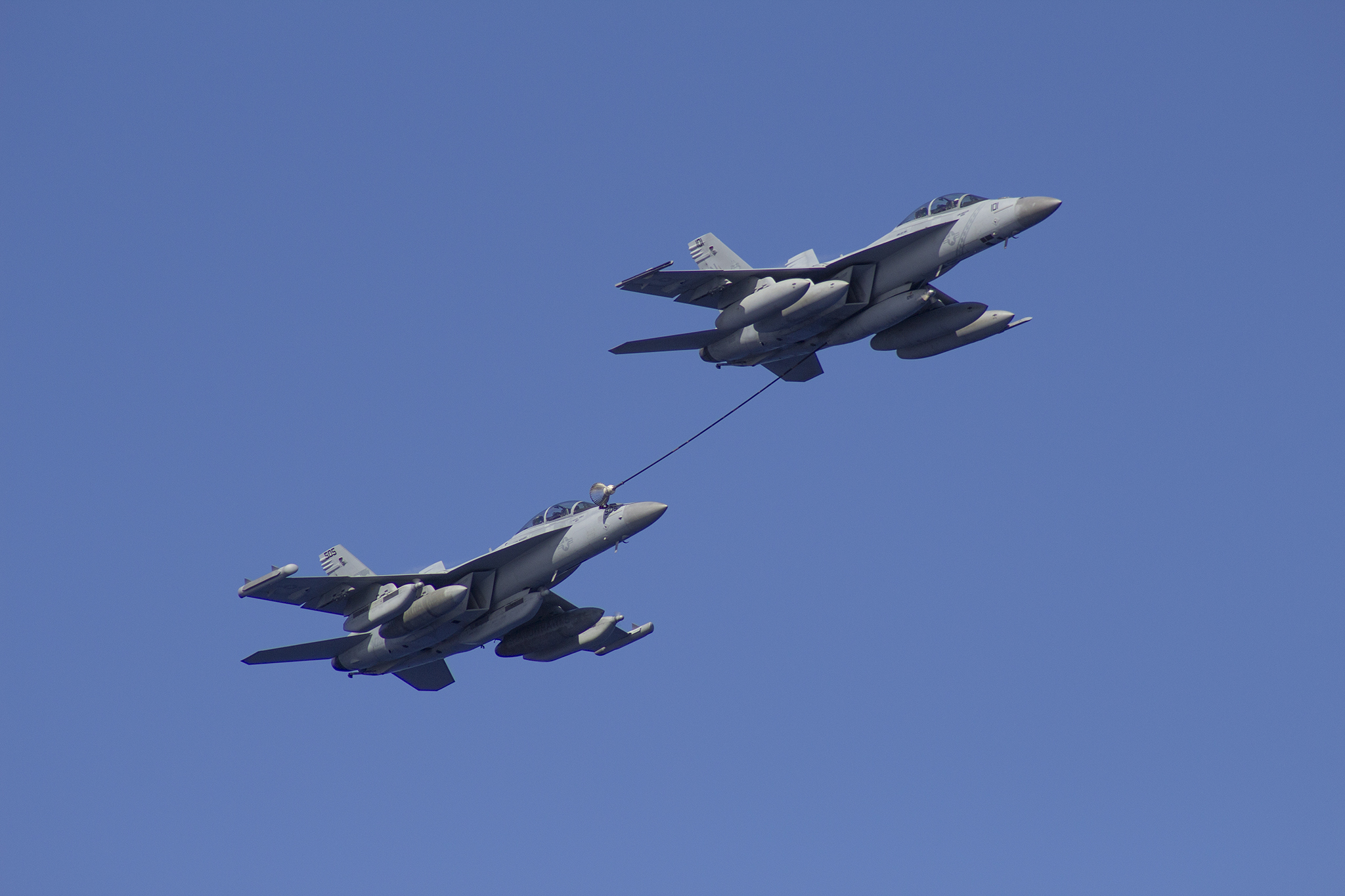
Przyjęcie MQ-25 na uzbrojenie pozwoli zwolnić samoloty F-18 z wykonywania zadania dostarczania paliwa w locie

1 lutego 2016 roku Pentagon oficjalnie ujawnił ostateczny kształt nowego, bezzałogowego systemu. Program UCLASS został przekształcony w projekt pokładowego systemu tankowania powietrznego (Carrier-Based Aerial-Refueling System – CBARS). Bezzałogowe powietrzne cysterny zachowałyby ograniczone zdolności wykonywania misji patrolowo-dozorowych, a misje o charakterze rozpoznawczo-uderzeniowym miałyby charakter szczątkowy. Początkowo nowa maszyna, mająca powstać w ramach projektu CBARS otrzymała oznaczenie MQ-XX, następnie RAQ-25 (Reconnaissance and Attack Unmanned vehicle), aby w lipcu 2016 roku ostatecznie przyjąć oznaczenie MQ-25A Stingray (Płaszczka). 10 lutego 2016 roku wysłano do uczestniczących w programie producentów zapytanie na temat potencjalnego zredukowania kosztów mniej wymagającego technicznie projektu powietrznego tankowca, w oparciu o projekty powstające pod kątem UCLASS. Miesiąc później, jeszcze nieoficjalnie odstąpiono od wymogu niskiej wykrywalności radiolokacyjnej. 4 października 2017 roku, US Navy ogłosiła długo oczekiwane, oficjalne wymagania jakie ma względem nowego aparatu mającego powstać w ramach projektu CBARS. Nowy aparat ma mieć możliwość przekazywania w powietrzu około 6800 kg paliwa, działać w promieniu 925 km od lotniskowca, system do przekazywania paliwa innym samolotom ma opierać się na stosowanych w marynarce zasobnikach podskrzydłowych z elastycznymi przewodami typu Cobham A/A42R-1 (D-704). MQ-25A ma mieć możliwość prowadzenia działań rozpoznawczych, zwiadowczych i patrolowych, jednak jest to drugoplanowa rola aparatu. Wymagano aby nowa konstrukcja posiadała odpowiedni potencjał modyfikacyjny, umożliwiający zabudowanie odpowiednich systemów w płatowcu. Całkowicie zrezygnowano z wymogu niskiej wykrywalności radiolokacyjnej i przenoszenia uzbrojenia. Wstępne plany zakładają zakup 72 maszyn MQ-25.
Udziałem w programie zainteresowanie wyraziły firmy przygotowujące projekty w ramach wcześniejszego UCLASS. Tym niemniej, 25 października 2017 roku, głosem dyrektora zarządzającego koncernu Wesa Busha, swoją rezygnację ogłosił Northrop Grumman. Firma pokładała duże nadzieje w realizacji zdecydowanie bardziej wyrafinowanego technicznie aparatu mającego powstać w ramach projektu UCLASS, a tym samym zdecydowanie bardziej kosztownego. Tym samym wykorzystanie doświadczeń z budowy i eksploatacji X-47B staje się bezcelowe w obliczu wymagań marynarki, promujących realizację zadań charakteryzujących się większym zasięgiem, większą długotrwałością lotu i większym zapasem paliwa zabieranym na pokład bezzałogowca. Innym czynnikiem wpływającym na decyzja Northropa mogła być trwająca w tym okresie procedura przejęcia firmy Orbital ATK, będąca dużym wyzwaniem organizacyjnym dla koncernu. Oficjalnie, stanowisko Northropa opierało się na wyjaśnieniu, iż koncern nie jest w stanie odpowiedzieć na zapytanie ofertowe na przedstawionych warunkach.
Boeing 19 grudnia 2017 roku zaprezentował zdjęcia swojego prototypu MQ-25A. Maszyna swoją konstrukcją przypomina propozycję złożoną przez Boeinga w ramach UCLASS (zachowano kształt mający zmniejszyć wykrywalność radiolokacyjną aparatu). Samolot posiada mechanizm składania skrzydeł i napędzany jest komercyjnym silnikiem Rolls-Royce AE 3007N. Wybór właśnie tej jednostki został ogłoszony przez Boeinga 5 kwietnia 2018 roku. Silnik jest doskonale znanym i sprawdzonym produktem na rynku, służy do napędu między innymi komunikacyjnych maszyn Embraer 145, Cessna Citation X oraz wojskowych Northrop Grumman MQ-4C Triton i RQ-4 Global Hawk. Wlot powietrza do silnika znajduje się na górnej powierzchni kadłuba i jest weń wtopiony. Podobne rozwiązanie zastosowano na eksperymentalnym samolocie Northrop Tacit Blue. Z kolei dysza wylotowa ma bardzo silnie spłaszczony obrys. Maszyna ma posiadać pod skrzydłami dwa węzły do podwieszania zasobnika Cobham do przetaczania paliwa oraz dodatkowy zbiornik paliwa. Przyjęcie takiej konfiguracji ma z jednej strony zapewnić przenoszenie większej ilości paliwa, a z drugiej lepsze i prostsze wyważenie aparatu w locie. Samolot wyposażony jest w usterzenie motylkowe o bardzo dużym kącie rozwarcia. Do czasu oficjalnego przyznania Boeingowi zwycięstwa w konkursie, pierwszy prototyp oznaczony jako T1, przeszedł próby silnikowe i symulowane manewrowania po pokładzie lotniskowca, którym była odpowiednio skonfigurowana płyta manewrowa zakładów Boeinga w Saint Louis. Pod koniec grudnia 2017 roku, prototyp T1 otrzymał od Federal Aviation Administration cywilną rejestrację N234MQ.
Oficjalnie swój udział potwierdził Lockheed Martin. Nie wiadomo jednak było, czy zbuduje on od podstaw nową konstrukcję, czy oprze się o RQ-170. Swoją wizję MQ-25 w formie grafiki komputerowej Lockheed Martin przedstawił 26 marca 2018 roku. Z uwagi na niesatysfakcjonującą ocenę konstrukcji budowanej pod kątem wymagań UCLASS, w kontekście nowych wymagań, koncern podjął decyzję o realizacji nowego projektu. Samolot Lockheeda ma układ konstrukcyjny latającego skrzydła, ale ze znacznie pogrubionym płatem oraz składanymi końcówkami skrzydeł. Rozwiązanie takie z jednej strony znacząco zwiększa sygnaturę radiolokacyjną, co nie ma dużego znaczenia dla latającego tankowca, umożliwia za to zabranie na pokład dużo większej ilości paliwa. Dodatkowo, zdaniem konstruktorów firmy, układ latającego skrzydła pozwoli na około 10% oszczędność miejsca na i pod pokładem lotniskowca, niższą o 20% masą oraz lepszą o 25% efektywność aerodynamiczną względem konkurentów. Silnik, który miał być pozbawionym dopalacza wariantem jednostki General Elektric F404, położony jest w jednej linii z półkolistym wlotem powietrza do jednostki napędowej. Takie rozwiązanie również zwiększa wykrywalność aparatu, ale upraszcza całą konstrukcję. Maszyna Lockheeda ma przekazywać paliwo dzięki wyposażeniu jej w zasobnik do tankowania z elastycznym przewodem D-704. Zasobnik miał być przenoszony na węźle podwieszeń, przesuniętym ku lewej burcie aparatu. Paliwo miało być transportowane w wewnętrznych zbiornikach, znajdujących się między silnikiem a punktami składania skrzydeł. Pod lewym skrzydłem aparatu, producent przewidział umieszczenie optoelektronicznej głowicy obserwacyjnej. Podwozie, które zapożyczono z F-35C, miało składać się z przedniej goleni i podwozia głównego. Wszystkie trzy części miały być chowane w kierunku do przodu, do luków wewnątrz kadłuba. Dodatkowo maszynę wyposażono w hak hamujący. Na górnej powierzchni płatowca, w części otaczającej silnik i wlot powietrza do silnika, planowano instalację dwóch dużych, płytowych hamulców aerodynamicznych. Wartym odnotowania jest fakt, iż w Lockheed Martin trwają prace nad inną latającą cysterną, tym razem przeznaczoną dla United States Air Force a opracowywaną w ramach programu KC-X. Ich celem jest pozyskanie maszyn mających w przyszłości uzupełnić lub zastąpić flotę samolotów Boeing KC-135 Stratotanker. Samoloty US Air Force, Lockheed F-22 Raptor i F-35A borykają się z tym samym problemem krótkiego zasięgu. Siły powietrzne, w odróżnieniu od marynarki, kładą jednak duży nacisk na właściwości stealth projektowanej maszyny. Zdaniem przedstawicieli lotnictwa, tylko taka konfiguracja pozwoli w pełni wykorzystać możliwości F-22 i F-35. Maszyny bazowania lądowego sił powietrznych, nie są tak ograniczone rozmiarami jak pokładowe samoloty marynarki. Amerykańskie siły powietrzne nie wykluczają również użycia bezzałogowych latających cystern, które w przyszłości mogłyby całkowicie zastąpić wiekowe KC-135 jak również nowe KC-46A.
Kolejnym producentem, który zgłosił swój akces do programu był General Atomics Aeronautical Systems. Firma podkreślała, iż zaoferuje całkowicie nowy projekt, tym niemniej wizualizację jakie zostały zaprezentowane w dużym stopniu przypominały promowanego w programie UCLASS Sea Avengera. Projekt przedstawiał dużo większą od pierwowzoru maszynę, która swoimi rozmiarami przewyższała pozostałych uczestników konkursu. Wyposażona była ona w klasyczne skrzydła z wingletami na końcach. W lutym 2018 roku producent ogłosił, iż do napędu nowej konstrukcji posłuży turbowentylatorowy silnik Pratt & Whitney Canada PW815. Jednostka przystosowana jest do pracy w wymagającym środowisku pokładu lotniskowca oraz dysponuje największym ciągiem spośród silników mających napędzać biorące udział w konkursie samoloty. 5 kwietnia 2018 roku uruchomiono po raz pierwszy silnik w konfiguracji wlotu powietrza i dyszy wylotowej przewidzianej do zastosowania w docelowym MQ-25A. O próbie oficjalnie poinformowano pod koniec maja tego samego roku. Płatowiec charakteryzował się największą skuteczną powierzchnią odbicia. Z drugiej jednak strony, potencjalnie miał dysponować największymi możliwościami w zakresie tankowania w powietrzu. Pod skrzydłami konstrukcji miały zostać podwieszone dwa zasobniki D-704, które oprócz bębna z nawiniętym przewodem i koszem do tankowania w locie, mieszczą również 1135 litrów paliwa. Do kontroli kołowania aparatu na pokładzie lotniskowca, konstruktorzy przewidzieli użycie przez personel pokładowy, specjalnych kontrolerów, zastępujących klasyczne pałeczki świetlne. Ich ruchy, analogiczne do tych, którymi kieruje się ruchem klasycznych samolotów załogowych na pokładzie, mają być odczytywane przez aparat, potwierdzane przez odpowiednie sygnały świetlne i realizowane.
Wieloletnie programy budowy bezzałogowego, uderzeniowego aparatu o cechach obniżonej wykrywalności prowadzone w Stanach Zjednoczonych nie przyniosły w efekcie wprowadzenia tego typu maszyn na uzbrojenie, i to pomimo niewątpliwych sukcesów, jakie osiągnął X-47B. Głównym powodem odłożenia tego typu projektów są kwestie finansowe. Program budowy samolotu Lockheed Martin F-35 Lightning II oraz w przypadku US Navy, program modernizacji maszyn McDonnell Douglas F/A-18 Hornet jest już wystarczająco dużym obciążeniem budżetu. Za progiem czeka kolejny, duży program F/A-XX, mający na celu wyłonienie następców samolotów F/A-18. Całkowicie nowy, o pionierskim charakterze projekt bezzałogowców operujących z pokładów lotniskowców, nie mógłby otrzymać wystarczającego finansowania. Z drugiej strony bezzałogowe powietrzne tankowce są obecnie bardzo potrzebne marynarce. Od czasów wojny w Wietnamie, pokładowe latające cysterny stały się istotnym elementem operujących z lotniskowców jednostek. Początkowo wykorzystywano specjalistyczne KA-3B Skywarrior aby następnie zastąpić je mniejszymi KA-6D. Po wycofaniu A-6, ich rolę przejęły częściowo Lockheed S-3 Viking i F/A-18 Hornet. Obecnie jedna czwarta samolotów F/A-18 Super Hornet, podczas wykonywania zadań, zaangażowana jest w tankowanie reszty samolotów w powietrzu. Zwolnienie Super Hornetów z tego typu zadań dzięki wprowadzeniu MQ-25A, znacząco zwiększy możliwości ofensywne lotniczego komponentu lotniskowca. Przyszła architektura lotniczego skrzydła lotniskowca, opisana w programie Carrier Air Wing 2030, kładzie nacisk na wsparcie, jakiego będą udzielały MQ-25A bojowym eskadrom składającym się z F-35C i F/A-18 Super Hornet.

## System

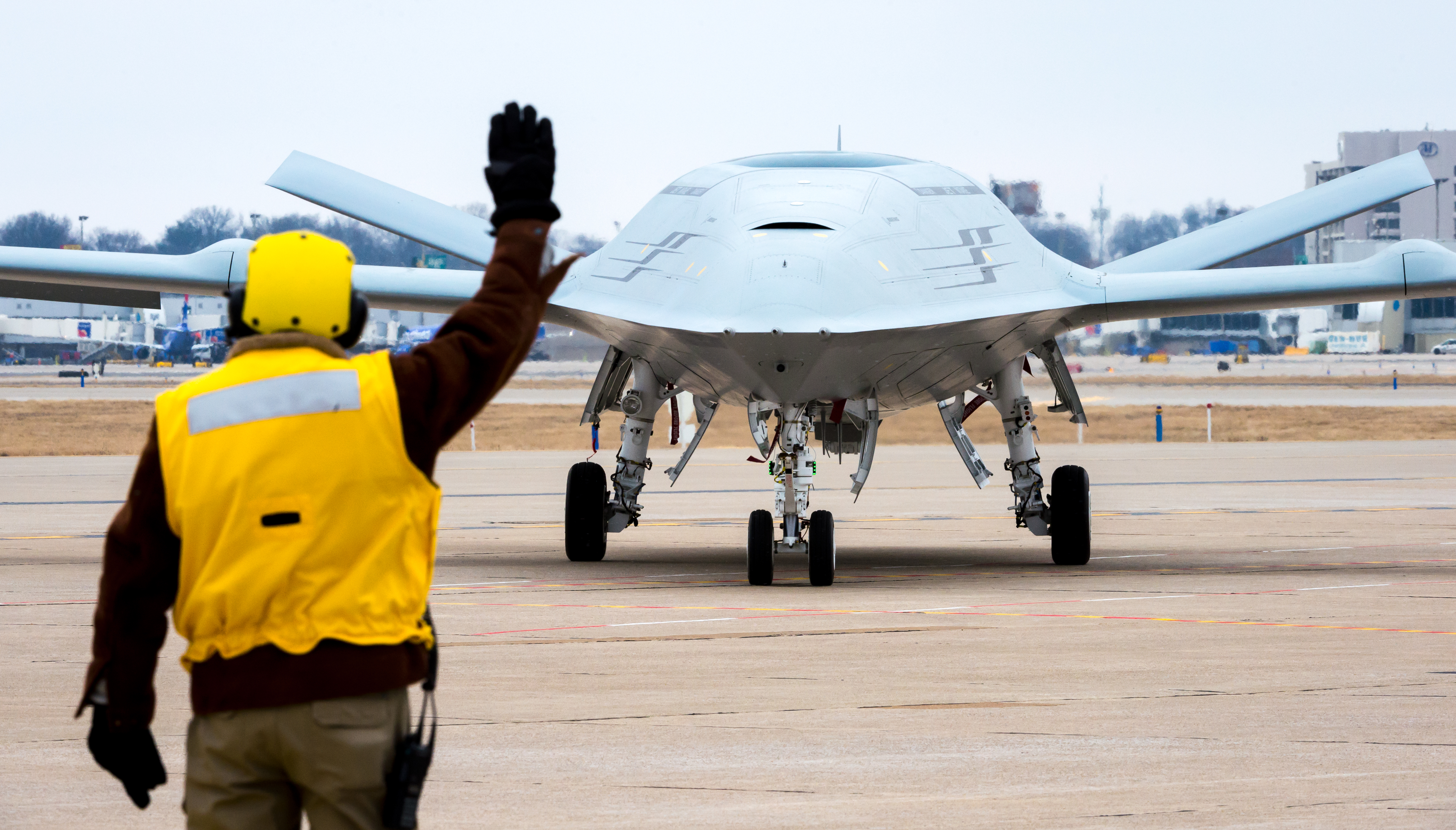
Boeing MQ-25 Stingray w trakcie prób kołowania

System MQ-25 ma się składać z trzech głównych podsystemów. Pierwszy z nich to komponent lotniczy. Ma się składać na niego bezzałogowy aparat latający oraz wszelkie potrzebne do jego eksploatacji i serwisowania systemy pokładowe lotniskowca. Kolejnym elementem ma byś system dowodzenia i kontroli. System łączności, przetwarzania danych, stacja kontroli naziemnej. Następnym podsystemem jest kompleksowe wyposażenie pokładowe lotniskowca, niezbędne do prawidłowego funkcjonowania wszystkich systemów aparatu na jego pokładzie. W jego zakres wchodzi niezbędne przygotowanie pomieszczeń do hangarowania maszyny, elementy wspomagania startu i lądowania. Niezbędne wyposażenie systemów łączności. W kwietniu 2017 roku przeprowadzono pierwszą demonstrację funkcjonowania pokładowego systemu kontroli bezzałogowego aparatu. System znany jest pod nazwą MD-5 UMCS (Unmanned Carrier Aviation Mission Control System). Próby przeprowadzono w bazie Naval Air Station Patuxent River. Wykorzystuje on zintegrowany system wyświetlaczy NAVSEA Common Display System (CDS) oraz system przetwarzania danych Common Processing System (CPS) zapożyczony z niszczycieli USS Zumwalt (DDG-1000). Dodatkowo, MD-5 UMCS wykorzystuje oprogramowanie określane jako Common Control System (CCS), wykorzystywane w innych systemach bezzałogowych amerykańskiej marynarki – MQ-4C czy MQ-8C. Prace nad CCS podlegają kontroli Unmanned Carrier Aviation Program Office PMA-268 (Biuro Programów Pokładowego Lotnictwa Bezzałogowego). Próby systemu wykazały jego możliwość współdziałania z sieciami pokładowymi lotniskowca, oprogramowaniem cywilnych kontrahentów biorących udział w budowie systemu, płynną łączność pomiędzy operatorem a bezzałogowym aparatem, zmianę celów misji już w trakcie wykonywanego zadania oraz kontrolę nad systemami rozpoznania elektrooptycznego. Zasadniczo system MD-5 UMCS składa się z dwóch komponentów. Pierwszy z nich, MD-5A odpowiada za kontrolę aparatu na pokładzie lotniskowca, operacjami startu i lądowania z jego pokładu. Drugi element, MD-5B, jest układem kontroli aparatu już w trakcie wykonywania misji. Stanowisko operatora MD-5B ma znajdować się na lądzie a łączność ma zapewnić satelitarny system łączności. Równolegle trwają prace nad systemem tankowania paliwa. Będzie się on opierał na podskrzydłowych zasobnikach, wyposażonych w elastyczne przewody, którymi przetaczane będzie paliwo. 22 listopada 2017 roku Naval Air Warfare Center wysłało zapytanie do kontrahentów, mające wyłonić firmy zdolną opracować układ wpinający MD-5 do pokładowego systemu kontroli ruchu powietrznego lotniskowca. W czerwcu 2017 roku, rzecznik prasowy Naval Air Systems Command Jamie Cosgrove ogłosił, iż pierwszymi okrętami US Navy, przystosowanymi do przyjmowania na swoje pokłady maszyn MQ-25, mają być lotniskowce USS Dwight D. Eisenhower (CVN-69) oraz USS George H.W. Bush (CVN-77). Obydwie jednostki należą do typu Nimitz. Z kolei przyznany 31 stycznia 2019 roku przez US Navy firmie Huntington Ingalls Industries kontrakt na budowę dwóch lotniskowców typu Gerald R. Ford (USS Enterprise (CVN-80) i jeszcze nie nazwany CVN-81), obok samej budowy okrętów, obejmuje również wdrożenie systemów umożliwiających współpracę jednostek z bezzałogowymi MQ-25 Stingray.

## Rozstrzygnięcie
30 sierpnia 2018 roku, dowództwo Naval Air Systems Command poinformowało, iż kontrakt o wartości 805 milionów USD wygrała firma Boeing. W ramach kontraktu, Boeing jest odpowiedzialny za projekt, rozwój, budowę, próby i testy, dostawę, wsparcie logistyczno-techniczne oraz integrację ze strukturami lotniskowca czterech samolotów prototypowych. Ich wstępna gotowość operacyjna według planów ma zostać osiągnięta w 2024 roku co jest postępem w porównaniu do pierwotnych planów, zakładających osiągnięcie jej w 2026 roku. W trakcie odbywającej się 30 sierpnia tego samego roku w Pentagonie konferencji prasowej, asystent sekretarza marynarki (Assistant Secretary of the Navy, Research, Development and Acquisition) James Geurts, ujawnił, że strona rządowa, odpowiedzialna będzie za zaprojektowanie i rozwój systemu dowodzenia i kontroli aparatów. Według wstępnych planów, prototyp miał się wznieść po raz pierwszy w powietrze w 2021 roku. Boeing jednak, prowadząc już prace nad MQ-25, twierdził, iż będzie gotów do oblotu na początku 2019 roku. Całość umowy ma zostać zrealizowana do sierpnia 2024 roku.
Większość prac nad MQ-25 realizowana będzie w zakładach Boeinga w Saint Louis w Missouri. Zakłady zostały przejęte w 1997 roku wraz z fuzją z McDonnell Douglas. Wytwarzane są tam samoloty McDonnell Douglas F-15 Eagle i McDonnell Douglas F/A-18 Hornet, ale realizowane obecnie zamówienia na nowe maszyny oraz programy modernizacyjne wystarczą do utrzymania linii produkcyjnych do połowy lat 20. obecnego wieku. Uruchomienie produkcji samolotu szkolno-treningowego Boeing T-X oraz prace nad MQ-25, pozwolą na planowanie przyszłości zakładów w Saint Louis w dłuższej perspektywie niż połowa lat 20. obecnego wieku.
2 kwietnia 2020 roku Boeing podpisał kontrakt na budowę dodatkowych trzech maszyn prototypowych, obok wcześniej zakontraktowanych czterech sztuk

## Próby

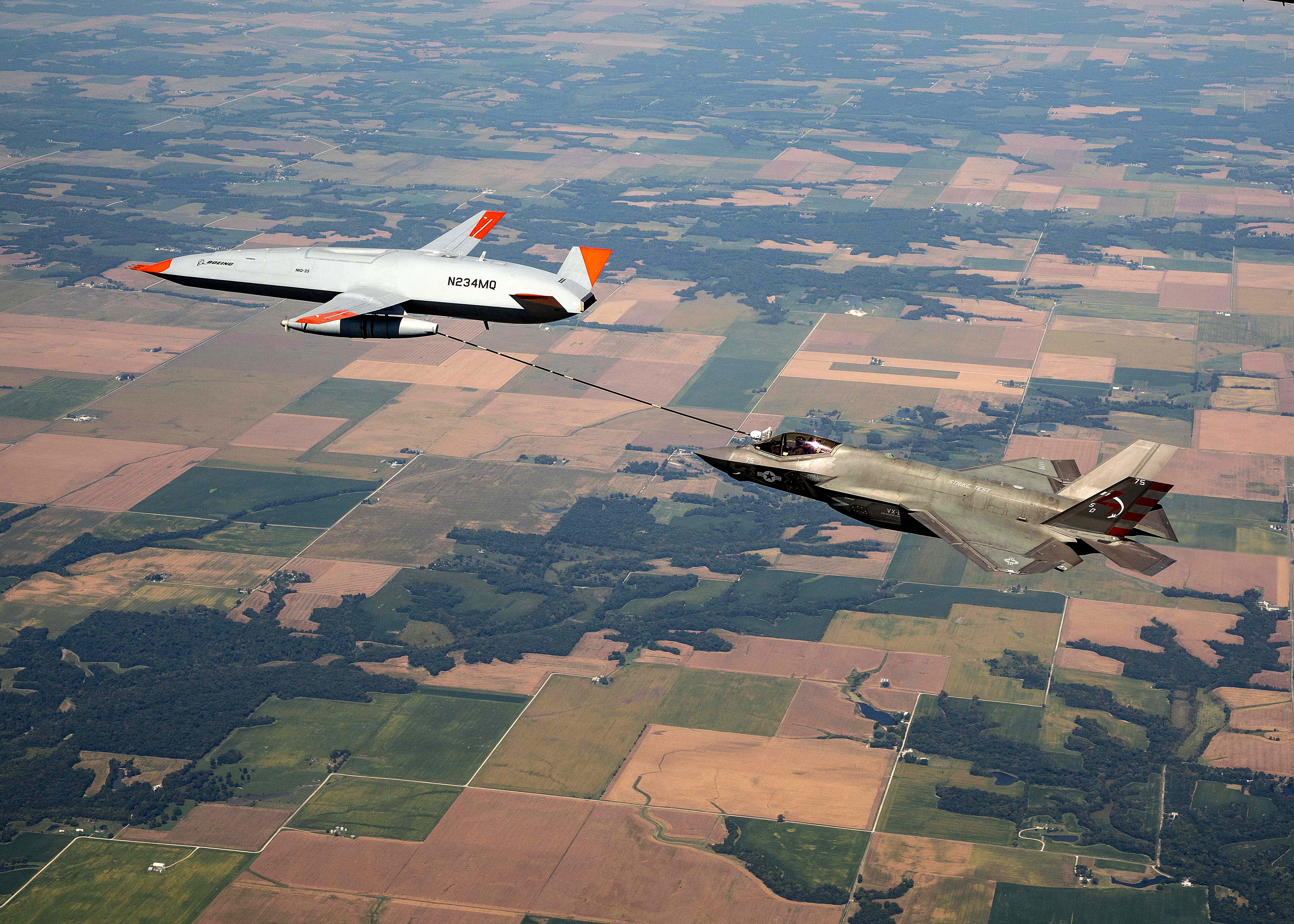
MQ-25 podający paliwo maszynie F-35

We wrześniu 2019 roku Federal Aviation Administration wydała certyfikat zdatności do lotu. W tym samym miesiącu, 19 września, maszyna po raz pierwszy wzbiła się samodzielnie w powietrze. Oblot prototypu oznaczonego jako T1 i znakach N234MQ, obejmował autonomiczne kołowanie, start i lot po z góry zaplanowanej trasie. W trakcie swojego oblotu maszyna pozostawała pod kontrolą naziemnego centrum (Ground Control Station), znajdującego się na lotnisku MidAmerica St. Louis zlokalizowanego niedaleko bazy lotniczej Scott Air Force Base w pobliżu Belleville w stanie Illinois. W trakcie trwającego dwie godziny lotu samolot osiągnął pułap 3050 m i maksymalną prędkość 333 km/h. T1 wraz z pozostałymi trzema zakontraktowanymi prototypami będzie uczestniczył w programie testów określanych mianem Engineering Development Model. Jego celem jest sprawdzenie działania podstawowych systemów i funkcji samolotu. 9 grudnia 2020 roku poinformowano, iż MQ-25 odbył trwający dwie i pół godziny próbny lot z podczepionym zasobnikiem Cobham ARS, przeznaczonym do podawania paliwa elastycznym przewodem. W dokładnie taki sam zasobnik Cobham wyposażone są pełniące funkcje latających cystern samoloty F-18. Próba miała na celu zbadanie charakterystyki lotu maszyny z podczepionym zasobnikiem.
4 czerwca 2021 roku doszło do pierwszego w historii tankowania załogowego samolotu bojowego przez bezzałogowy aparat latający. Prototyp T1, wyposażony w system tankujący US Navy Cobham Mission System 31-301 (ARS), podał paliwo maszynie F/A-18F Super Hornet o znakach SD-123, należącej do Air Test and Evaluation Squadron 23 (VX-23). Obydwie maszyny operowały z lotniska MidAmerica w Illinois. W trakcie lotu, dwa razy wykonano dwa połączenie z podaniem paliwa. Przed historycznym lotem T1 wykonał 25 lotów w celu oceny charakterystyki aerodynamicznej maszyny z zasobnikiem Cobham. Pod koniec roku, T1 ma zostać przewieziony do Norfolk, gdzie mają rozpocząć się próby, podczas których MQ-25, będzie operował z pokładu lotniskowca.
18 sierpnia 2021 roku, MQ-25 po raz pierwszy przekazał paliwo w trakcie lotu maszynie wczesnego ostrzegania E-2D Hawkeye. W próbie wziął udział egzemplarz T1 oraz zmodyfikowany do tankowania w powietrzu w 2019 roku E-2D. Trwający nieprzerwanie sześć godzin lot, podczas których testowano lot w formacji i podawanie paliwa zakończył się pomyślnie

## Służba
1 października 2020 roku, US Navy sformowała nową eskadrę VUQ-10 (Unmanned Carrier Launched Multi-Role Squadron 10). Jednostka będzie tzw. eskadrą przejściową FRS (Fleet Replacement Squadron), której zadaniem będzie wyszkolenie personelu obsługującego samoloty. Bazą operacyjną będzie Naval Air Station Point Mugu w Kalifornii. Do czasu sformowania kolejnych eskadr, VUQ-10 ma wypełniać również zadania operacyjne dostarczania paliwa stacjonującym na lotniskowcach skrzydłom powietrznym. W realizacji tego typu zadań, eskadra podlegać będzie Skrzydle Powietrznego Dowodzenia i Kontroli oraz Logistyki ACCLOGWING (Airborne Command & Control Logistics Wing).